# Biblia nieświeska
Biblia nieświeska lub Biblia Szymona Budnego – polskie tłumaczenie całego Pisma Świętego z języków oryginalnych, dokonane przez biblistę i uczonego polsko-białoruskiego Szymona Budnego głównie na użytek braci polskich. Została ona przetłumaczona w Nieświeżu, a wydrukowana w Zasławiu lub Uzdzie w 1572 roku przez Macieja Kawęczyńskiego.

## Historia przekładu
Szymon Budny był zwolennikiem dosłowności przekładu Pisma Świętego, dlatego miał wiele zastrzeżeń do tłumaczenia Biblii brzeskiej, wydanej w 1563 roku przez polskich kalwinistów. Uważał, że pozostawiono w niej przeinaczone określenia, dotyczące Jezusa (który według unitarianina Budnego był tylko doskonałym człowiekiem, a nie Bogiem) a także wskazywał, że Biblia brzeska była właściwie przekładem francuskich i łacińskich przekładów, a nie tłumaczeniem z języków oryginalnych. Bracia polscy, którzy w czasie tłumaczenia Biblii brzeskiej odłączyli się od większości kalwińskiej, zlecili Budnemu i jego współpracownikom poprawienie tekstu Biblii brzeskiej i uwzględnienie jego uwag. 
Gdy okazało się, dużo łatwiej będzie dokonać nowego tłumaczenia niż poprawiać błędy wcześniejszego wydania Szymon Budny rozpoczął własne tłumaczenie z języków hebrajskiego i greckiego oryginalnego tekstu Biblii i apokryfów. Szymon Budny dokonał tej pracy w większości samodzielnie, pomimo coraz słabszego wzroku i przeciwności ze strony Radziwiłłów nieświeskich (którzy powrócili do katolicyzmu). Aby sprostać dosłowności, ale też dotrzeć do polskich czytelników wprowadzał liczne hebraizmy (np. transkrypcja imion zamiast tradycyjnych odpowiedników) i neologizmy (np. po raz pierwszy użył takich słów jak „rozdział”, „namiot” itd., które weszły na stałe do języka polskiego). W całym Starym Testamencie Budny oddawał tetragram poprzez zapis imienia Bożego w formie „Jehowáh”. Dodatkowo usuwał wszystkie odniesienia do boskości Jezusa, uważając je za późniejszy dodatek (z niektórych zmian niepotwierdzonych manuskryptami później się wycofał). Dosłowność tłumaczenia oraz ogólna niechęć do braci polskich sprawiły, że Biblia nieświeska znajdowała czytelników prawie wyłącznie wśród tej grupy wyznaniowej. 
Wydawcy Biblii nieświeskiej wprowadzili jednak bez zgody Szymona Budnego pewne zmiany w tekście Nowego Testamentu. Dlatego Budny, który nie zaakceptował tych zmian, ponownie wydał przekład Nowego Testamentu pod swoim nazwiskiem w drukarni Jana Kiszki w Łosku w 1574 roku. Umieścił w nim 11 razy imię Boże „Jehowa” w Ewangelii według Mateusza oraz usunął te wzmianki o boskości Jezusa, które uznawał za późniejsze wstawki.
W roku 1589 Szymon Budny wydał, również w Łosku, ostateczne tłumaczenie swojego Nowego Testamentu. Uwzględnił w nim niektóre uwagi krytyków, które nie miały poparcia w dostępnych podówczas manuskryptach. Wydanie to, jako ostatnie za życia tłumacza, należy uznać za ostateczną wersję jego przekładu Nowego Testamentu.
Również nie wszyscy bracia polscy zaakceptowali nowatorskie tłumaczenie Budnego. W roku 1577 w drukarni Aleksego Rodeckiego ukazał się drukiem Nowy Testament tłumaczony przez Marcina Czechowica, który był bardziej konserwatywną odpowiedzią na przekład Budnego (później Budny i Czechowic pogodzili się). Natomiast w roku 1606 wydano w Akademii Rakowskiej Nowy Testament tłumaczony przez Walentego Szmalca, który był zwolennikiem Socyna, nowego przywódcy ruchu unitariańskiego w Polsce.
W roku 1603 Biblia nieświeska wraz z Biblią brzeską znalazła się na pierwszym polskim indeksie ksiąg zakazanych opracowanym z inicjatywy kardynała Bernarda Maciejowskiego. Większość egzemplarzy Biblii nieświeskiej została zniszczona w okresie kontrreformacji.

## Wydania

### Wydania za życia Budnego
- Nowy Testament i apokryfy, przekład z języka greckiego, Nieśwież 1570, drukarnia Macieja Kawieczyńskiego
- Biblia, to jest Księgi Starego i Nowego Przymierza, przekład z języków hebrajskiego i greckiego, Nieśwież 1572, drukarnia Macieja Kawieczyńskiego (wyd. całkowite zaczęto składać w 1571 w Nieświeżu, druk zakończono prawdopodobnie rok później w Zasławiu)
- Nowy Testament, przekład z języka greckiego, Łosk 1574, drukarnia Jana Kiszki, I wydanie autorskie Szymona Budnego z przypisami i przedmową
- Nowy Testament, przekład z języka greckiego, Łosk 1589, drukarnia Jana Kiszki, II wydanie autorskie Szymona Budnego z przypisami i dwoma przedmowami, wydanie poprawione

### Wydania współczesne
- W roku 1994 w ramach serii wydawniczej Biblia Slavica, w dwóch tomach ukazała się reedycja Biblii nieświeskiej z 1572 roku. Tom pierwszy zawiera Stary Testament, tom drugi obejmuje faksymile Nowego Testamentu[3].

## Galeria

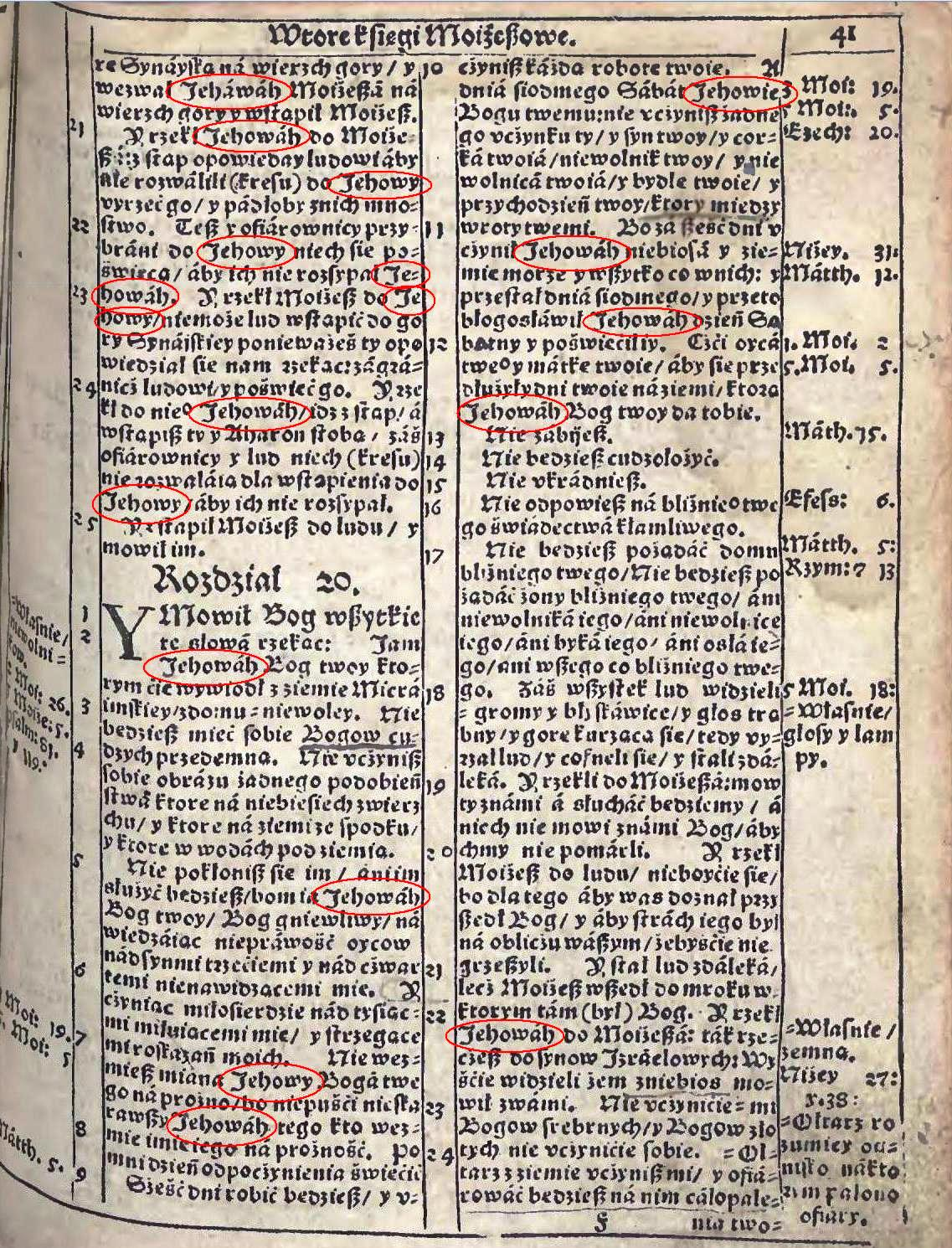
Karta Biblii nieświeskiej z 1572 (fragment Księgi Wyjścia 20 rozdział – Dziesięć przykazań) z zaznaczonym imieniem Jehowáh
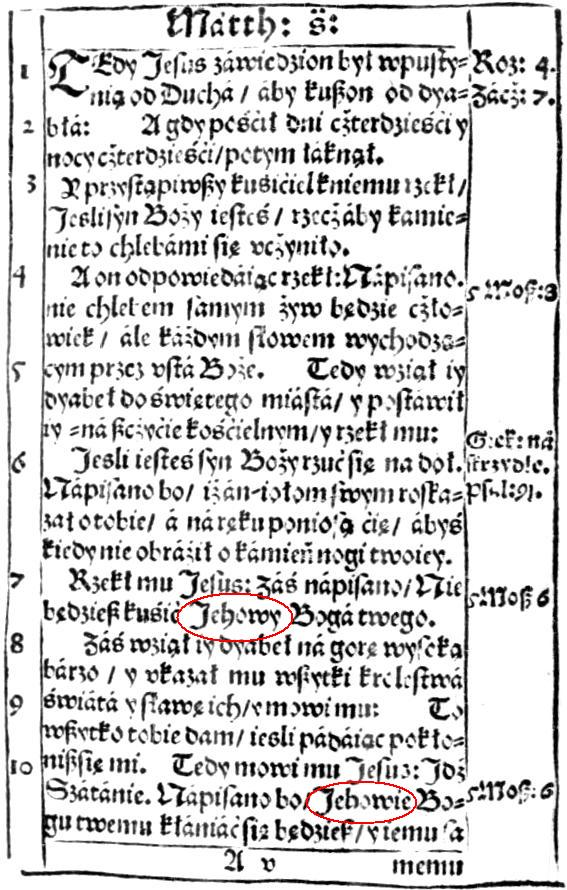
Karta Nowego Testamentu Szymona Budnego z 1574 (fragment Ewangelii według Mateusza 4 rozdział – Kuszenie Jezusa) z zaznaczonym imieniem Bożym Jehowáh

### Przekłady biblijne Szymona Budnego online
- „Biblia nieświeska” z 1572 r. (egzemplarz z Biblioteki Książąt Czartoryskich – Muzeum Narodowego w Krakowie) w serwisie Polona
- „Biblia nieświeska” z 1572 r. (egzemplarz z Biblioteki Narodowej) w serwisie Polona
- „Biblia nieświeska” z 1572 r. (egzemplarz z Biblioteki Kórnickiej PAN) w serwisie Wielkopolska Biblioteka Cyfrowa
- „Biblia nieświeska” z 1572 r. (egzemplarz z Zakładu Narodowego im. Ossolińskich) w serwisie Dolnośląska Biblioteka Cyfrowa
- „Nowy Testament” Szymona Budnego, wydanie pierwsze z 1574 r. z przedmową tłumacza w serwisie Wielkopolska Biblioteka Cyfrowa
- „Nowy Testament” Szymona Budnego, wydanie ostateczne z 1589 z przedmową tłumacza (jedyny zachowany egzemplarz z Biblioteki Narodowej) w serwisie Polona

### Edycje współczesne
- Ewangelia Mateusza (z 1574) i Księga Rodzaju (z 1572) w przekładzie Budnego (transkrypcja typu „B”)

### Opracowania
- Henryk Merczyng, „Szymon Budny jako krytyk tekstów biblijnych”, Kraków 1913.
- Rajmund Pietkiewicz, „Pismo Święte w języku polskim w latach 1518-1638”
- Rafał Zarębski, Indywidualizmy nazewnicze Szymona Budnego (na przykładzie nowotestamentowych nazw geograficznych w Biblii nieświeskiej) „Acta Universitatis Lodziensis. Folia Linguistica” Tom 51 Nr 2 (2017), s. 41-53.
- Biografia i dzieła Szymona Budnego